# Bohemia (Luisiana)

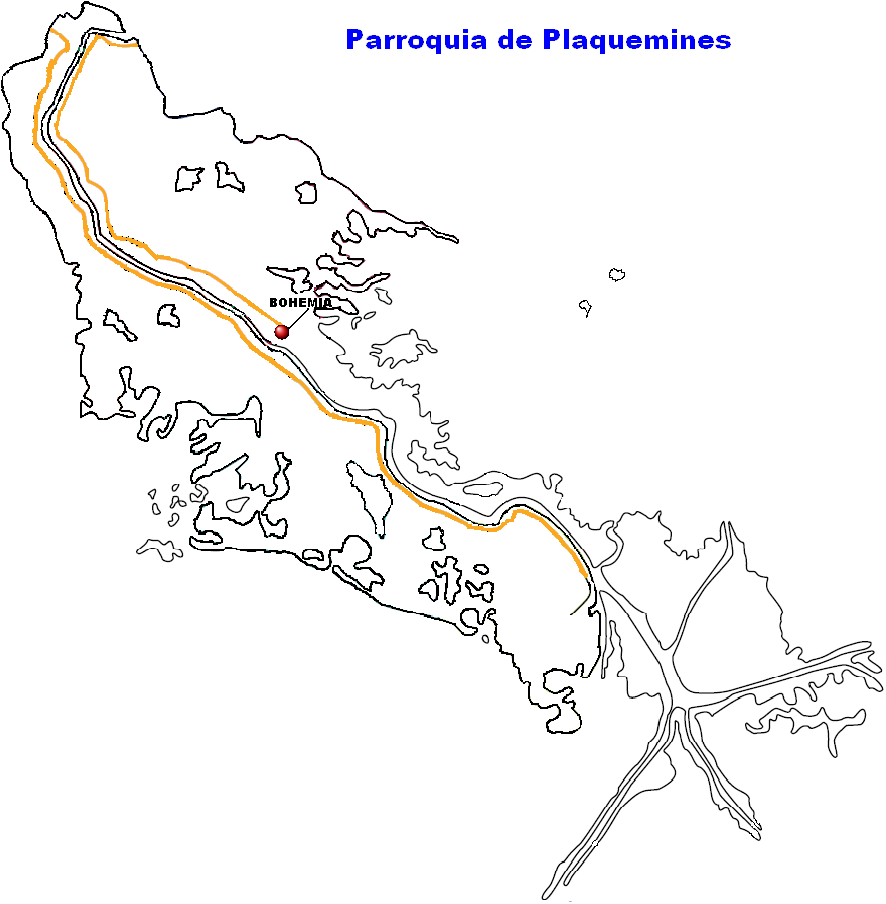
Localización de Bohemia en la Parroquia de Plaquemines.

Bohemia es una pequeña comunidad localizada en el delta del río Misisipi, en la parroquia de Plaquemines, Luisiana, Estados Unidos. Esta comunidad no incorporada fue afectada en el año 2005 por el huracán Katrina.
Poseía, antes del huracán Katrina, una población de poco más de doscientas personas, pero el huracán forzó a los habitantes a evacuar la zona, Katrina arrasó Bohemia y dejó en pie solo unas veinticinco casas.

## Geografía

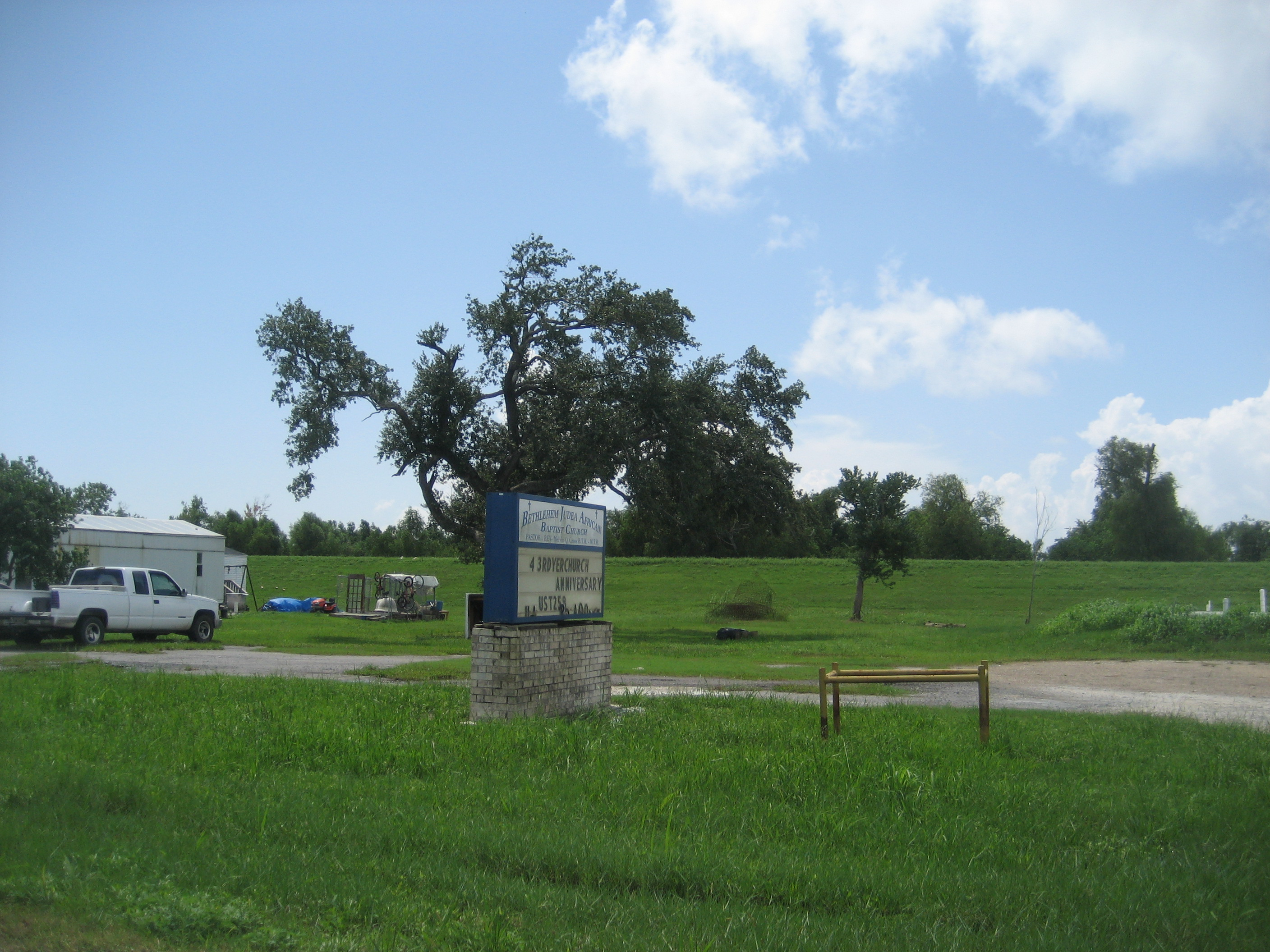
Panorama de Bohemia.

Posee tan solo unos siete pies de elevación sobre el nivel del mar. Se encuentra en la parte oriental de la parroquia. Varios de los principales atractivos turísticos se pueden mencionar en el entorno de la ciudad, como Nueva Orleans cerca de 56 km separan a esta comunidad de la ciudad. El aeropuerto internacional más cercano, en Houston, el George Bush Intercontinental Airport, está situado a unos 542 km del pequeño establecimiento de Bohemia. Entre estas coordenadas se encuentra ubicada la localidad de Bohemia: 29°32′37″N 89°45′20″O / 29.54361, -89.75556.